# Мелитопольский медицинский колледж
Мелитопольский медицинский колледж — государственное высшее учебное заведение I уровня аккредитации в городе Мелитополь, готовящее младших специалистов по специальностям лечебное дело, сестринское дело и фармация.

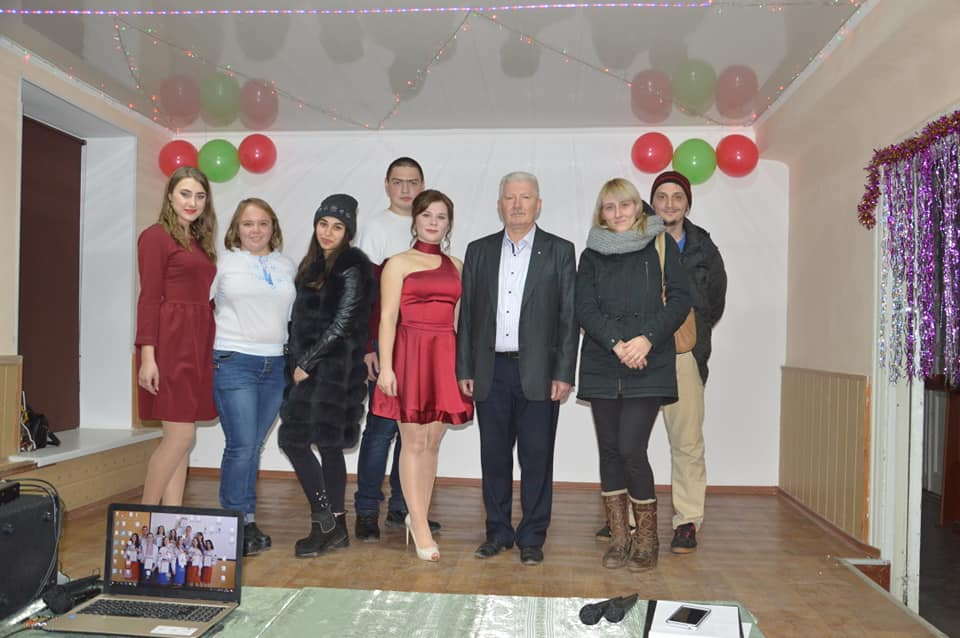
Вокальний ансамбль «Фієста» (колишні учасники)

## История
Учебное заведение возникло в 1930 году по распоряжению Наркомздрава как медицинская школа, готовящая «лекарских помощников». Первым директором был назначен Ефим Петрович Цидулко.
В 1932 году в школе было организовано акушерское отделение, а в 1937 году — фельдшерское отделение.
Первый выпуск (33 человека) состоялся в 1933 году, а всего до войны медицинская школа выпустила 600 специалистов.
На время оккупации Мелитополя школа прервала работу, но 3 ноября 1943 года (всего через 11 дней после освобождения города) снова открылась.
В послевоенные годы профиль школы изменился: она стала готовить акушеров-фельдшеров и медицинских сестёр.
В 1944 году медицинская школа была преобразована в фельдшерско-акушерскую,
в 1954 году — в медицинское училище, а в 2004 году — в медицинский колледж.

## Современность

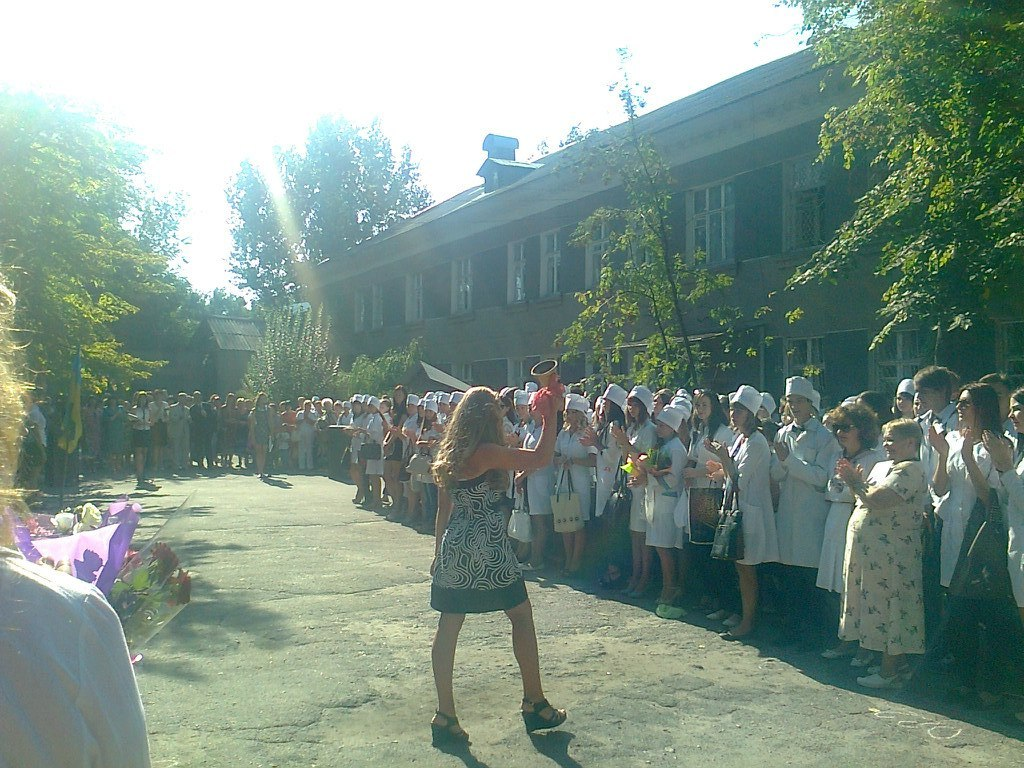

Мелитопольский медицинский колледж является коммунальным учебным заведением, основанным на общей собственности территориальных громад сёл, посёлков и городов Запорожской области. В колледже обучаются и студенты из Запорожской области, и значительное число студентов из других регионов Украины. Колледж осуществляет подготовку младших специалистов на базе 9 или 11 классов по специальностям врачебное дело, сестринское дело и фармация.
Материально-техническая база колледжа включает аудитории, имитирующие кабинеты хирургии, терапии, акушерства, педиатрии, операционный блок. В колледже используется дистанционное обучение с участием преподавателей Запорожского государственного медицинского университета. Студенты проходят практику в Мелитопольской, Акимовской, Приазовской, Михайловской, Весёловской районных больницах. На базе колледжа работает отделение последипломного образования для медсестёр.
Сотрудничество с некоторыми вузами Украины облегчает студентам получение высшего образования после окончания колледжа. Колледж сотрудничает с Запорожским государственным медицинским университетом и Таврическим национальным университетом имени В. И. Вернадского.

## Директора
- Игорь Васильевич Раздольский — директор до 2012 года. Снят с должности за получение взятки от абитуриента[6]
- Екатерина Зеленцова — и. о. директора в 2012—2013 годах[6]
- Иван Романович Настасяк — директор колледжа с 28 мая 2013 года[7] по 2022. 25 лет проработал детским хирургом в Мелитопольской горбольнице № 1[5]

## Традиции
- По традиции колледжа, на линейку 1 сентября первокурсники выходят в белых халатах, дают клятву хорошо учиться и соблюдать моральный кодекс своей будущей профессии[4]
- Традиционным для колледжа является и концерт 1 июня, ко Дню защиты детей[8]
- Студенты колледжа организуют различные благотворительные акции для помощи больным детям[9]